# Dika Mpondo Akwa
Pour les articles homonymes, voir Mpondo (homonymie).
Dika Mpondo Akwa (1836-1916) est le 4e roi de la dynastie Akwa, un clan de l'ethnie Douala au Cameroun.

## Biographie

### Enfance, éducation et débuts
Dika Mpondo Akwa est né à Akwa.

### Règne
Dika Mpondo Akwa est le 4e roi de la dynastie Akwa. Il meurt à 80 ans le 6 décembre 1916, il a eu 50 épouses et 67 enfants. Le roi Charles David Din Dika est son petit-fils.